# Bretzwil
Bretzwil é uma comuna da Suíça, no Cantão de Basileia-Campo, com cerca de 773 habitantes. Estende-se por uma área de 7,33 km², de densidade populacional de 105 hab/km². Confina com as comunas de Lauwil, Nunningen (SO), Reigoldswil e Seewen (SO).
A língua oficial nesta comuna é a língua alemã.